# Joseph Miller (Politiker)

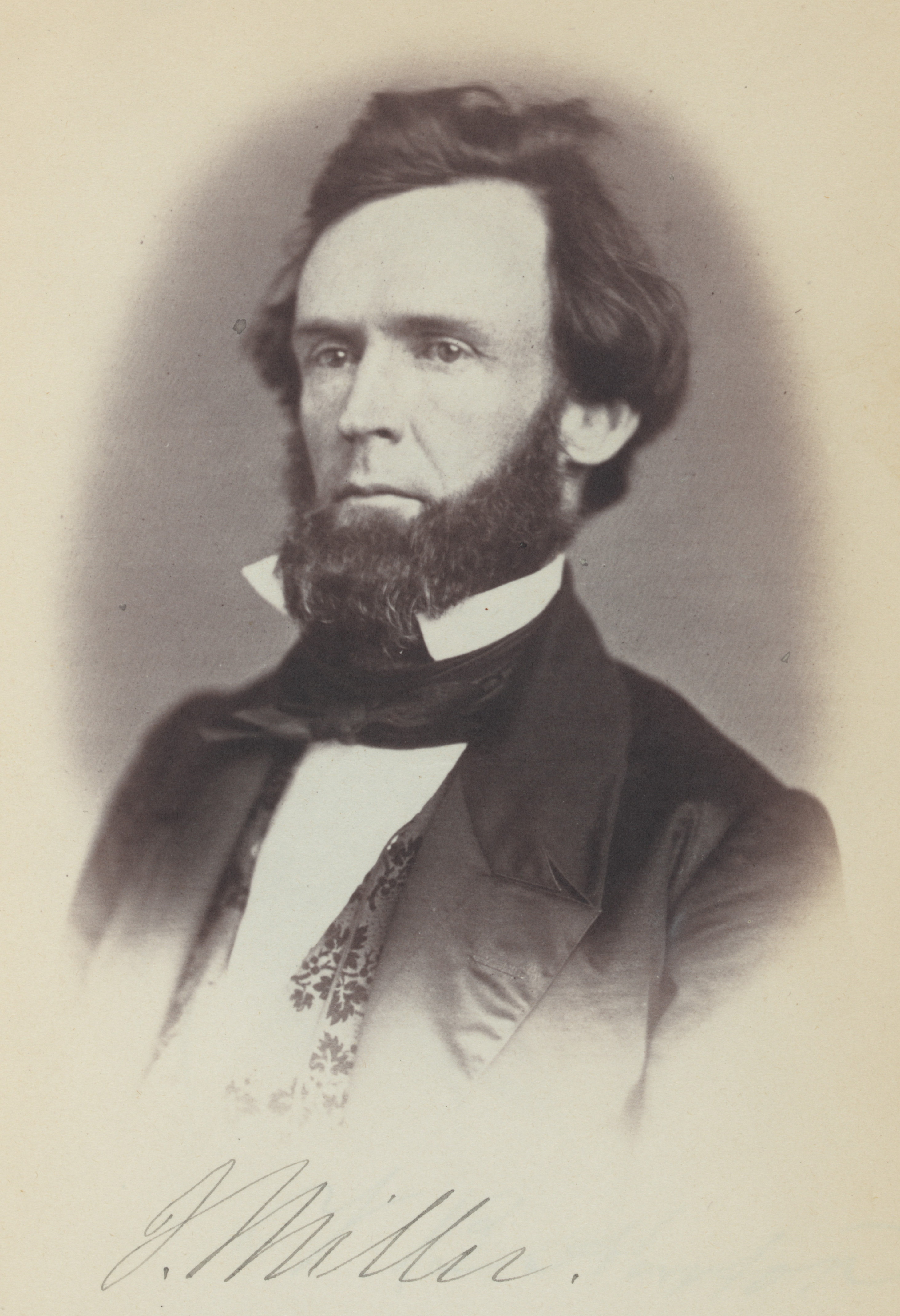
Joseph Miller (1859)

Joseph Miller (* 9. September 1819 in Virginia; † 27. Mai 1862 in Cincinnati, Ohio) war ein US-amerikanischer Politiker. Zwischen 1857 und 1859 vertrat er den Bundesstaat Ohio im US-Repräsentantenhaus.

## Werdegang
Joseph Miller besuchte die öffentlichen Schulen seiner Heimat. Später zog er nach Chillicothe in Ohio. Im Jahr 1839 absolvierte er die Miami University in Oxford (Ohio). Nach einem anschließenden Jurastudium und seiner 1841 erfolgten Zulassung als Rechtsanwalt begann er in Chillicothe in diesem Beruf zu arbeiten. Zwischen 1844 und 1848 war er Staatsanwalt im Ross County. Gleichzeitig schlug er als Mitglied der Demokratischen Partei eine politische Laufbahn ein. Im Jahr 1856 saß er als Abgeordneter im Repräsentantenhaus von Ohio.
Bei den Kongresswahlen des Jahres 1856 wurde Miller im zehnten Wahlbezirk von Ohio in das US-Repräsentantenhaus in Washington, D.C. gewählt, wo er am 4. März 1857 die Nachfolge von Oscar F. Moore antrat. Da er im Jahr 1858 nicht bestätigt wurde, konnte er bis zum 3. März 1859 nur eine Legislaturperiode im Kongress absolvieren. Diese war von den Ereignissen im Vorfeld des Bürgerkrieges geprägt.
Nach dem Ende seiner Zeit im US-Repräsentantenhaus wurde Joseph Miller am 5. März 1859 zum Bundesrichter für das Nebraska-Territorium ernannt. Er starb am 27. Mai 1862 in Cincinnati und wurde in Chillicothe beigesetzt.